# 广州羊城通有限公司
广州羊城通有限公司是广州市可充值非接觸式智能卡的電子支付系統羊城通的營運公司。公司成立于1999年，前称“广州交通电子收费营运有限公司”，由广州市公共交通集团以及广州地铁集团持有股份，羊城通公司是羊城通系統和羊城通卡的發售商。
羊城通卡于2001年12月首发。2003年7月，羊城通系统全面正式投入运营。迄今，羊城通应用范围全面覆盖广州市内所有公共交通应用，包括公共汽（电）车、地铁、BRT快速公交、有轨电车、轮渡水巴以及城际铁路等，可通行广东省内21个地市，与香港、澳门、新加坡地区实现了互联互通，并发行了能在国内超303个城市中使用的全国一卡通功能的羊城通卡。截至2021年6月，羊城通系统累计发卡（码）量超过1.21亿张，在线实名用户超过3900万人，日均交易量超过1800万笔，羊城通人脸库数据超过500万，至今累计服务476亿人次以上，是广州市民重要的交通出行支付工具。

## 外部連結
- 广州羊城通有限公司官方網站 （页面存档备份，存于）